# Elecciones municipales de Bosnia y Herzegovina de 2020
Las elecciones municipales de Bosnia y Herzegovina de 2020 se celebrarán el próximo 15 de noviembre de 2020. En principio estaban calendarizadas para llevarse a cabo el pasado 4 de octubre, pero fueron aplazadas debido a la falta de fondos.
Se llevarán a cabo en medio de la Pandemia de COVID-19 en Bosnia y Herzegovina.

## Resultados

### Federación de Bosnia y Herzegovina
| Municipio         | Partido | Votos | %   |
| ----------------- | ------- | ----- | --- |
| Banovići          |         |       |     |
| Bihać             |         |       |     |
| Bosanska Krupa    |         |       |     |
| Bosanski Petrovac |         |       |     |
| Bosansko Grahovo  |         |       |     |
| Breza             |         |       |     |
| Bugojno           |         |       |     |
| Busovača          |         |       |     |
| Bužim             |         |       |     |
| Cazin             |         |       |     |
| Total             |         |       | 100 |
| Fuente:           |         |       |     |

### República Srpska
| Municipio     | Partido | Votos | %   |
| ------------- | ------- | ----- | --- |
| Bania Luka    |         |       |     |
| Berkovići     |         |       |     |
| Bijeljina     |         |       |     |
| Bileća        |         |       |     |
| Bosanski Brod |         |       |     |
| Total         |         |       | 100 |
| Fuente:       |         |       |     |